# Kaersutiet
Het mineraal kaersutiet is een natrium-calcium-magnesium-titanium-aluminium-inosilicaat met de chemische formule NaCa2Mg4Ti(Si6Al2O23)(OH)2. Het behoort tot de amfibolen.

## Eigenschappen
Het donkerbruine of zwarte kaersutiet heeft een glasglans en een bruingrijze streepkleur. Het kristalstelsel is monoklien en de splijting is perfect volgens kristalvlak [110]. De gemiddelde dichtheid is 3,24 en de hardheid is 5 tot 6. Kaersutiet is niet radioactief.

## Voorkomen
Kaersutiet is een amfibool en komt voor in stollings- en metamorfe gesteenten. Het wordt onder andere gevonden in Nugssuaq, Umanak op Groenland.